# May Skaf
May Skaf (en arabe مي سكاف), parfois écrit May Scaff ou Mai Skaf, est une actrice syrienne, née le 15 avril 1969 à Damas et morte le 23 juillet 2018 à Dourdan (Essonne, France).
Vedette de la télévision dans son pays, elle est devenue un symbole de la révolte syrienne de 2011.

## Biographie

### Jeunesse
May Skaf naît à Damas le 15 avril 1969, d'une mère chrétienne et d'un père musulman. Elle est influencée par le dramaturge syrien Saadallah Wannous, qu'elle considère comme un père spirituel. Durant son adolescence, elle embrasse la cause palestinienne.

### Études et carrière
Elle suit des études de littérature française à l'université de Damas. Durant ses études, elle développe un intérêt pour le jeu et se produit dans plusieurs pièces jouées au théâtre de l'Institut culturel français. Elle est repérée en 1991 par le réalisateur Maher Kaddo, qui lui offre un rôle dans son film Sahil al jihat, qui sort en 1993. Entre-temps, elle apparaît pour la première fois à l'écran en 1992 avec un rôle secondaire dans une série syrienne adaptée du roman policier La Dernière Énigme d'Agatha Christie.
Si sa carrière d'actrice n'est pas prolifique d'un point de vue quantitatif, elle marque les esprits pour les rôles souvent complexes qu'elle interprète. Ainsi, elle incarne notamment une femme qui manifeste pour se rebeller contre son frère conservateur, une guerrière qui résiste à la torture, ou encore une mère qui élève seule sa fille et s'oppose aux abus de son mari.
En 2004, elle crée Teatro, un centre d'enseignement d'art dramatique qui propose des méthodes non traditionnelles qui contrastent avec la rigidité et les contraintes du principal institut d'art dramatique du pays.

### Rôle dans la révolution syrienne et exil
Dans une tribune publiée dans plusieurs médias arabes en mai 2011, elle soutient la révolte syrienne de 2011. Elle participe ensuite à une manifestation d'intellectuels à Damas. Le 13 juillet, elle est arrêtée à Damas par les forces de sécurité, parmi trente écrivains, journalistes et artistes ; tous sont libérés quelques jours plus tard. Elle devient alors un des symboles de la révolte et est surnommée « Fleur de la révolution ». Elle est à nouveau arrêtée en 2012, ce qui la conduit à envisager un exil. Par ailleurs, par représailles, les autorités ferment son centre Teatro.
Malgré une interdiction de voyager, elle parvient à quitter son pays en 2013 pour la Jordanie et vit à Amman avec son fils jusqu'en 2015. Ensuite, elle rejoint la France et s'installe à Dourdan, dans l'Essonne. Elle bénéficie de l'aide de l'association L'Atelier des artistes en exil. Elle envisage également de reconstituer son centre Teatro pour en faire « un lieu d'espoir et de créativité pour les réfugiés syriens ». À distance, elle continue à s'opposer au régime de Bachar el-Assad, en participant à des manifestations à Paris ou en publiant des messages sur les réseaux sociaux.

### Mort
Le 23 juillet 2018, elle meurt à Dourdan,, sans doute des suites d'un arrêt cardiaque ou d'un anévrisme. Une enquête est engagée pour préciser les circonstances de sa mort. De nombreuses personnalités lui rendent hommage.

## Filmographie

### Cinéma
- 1993 : Sahil al jihat (صهيل الجهات) de Maher Kaddo
- 1995 : Rising Rain (صعود المطر) d'Abdullatif Abdulhamid
- 2008 : Dimashq ya basmat al-huzn de Maher Kaddo

### Séries télévisées
- 1992 : Crime in Memory[2] (جريمة في الذاكرة)
- 1996 : Al-Ababeed ( العبابيد) : Taima
- 1996 : Khan al-Harer (خان الحرير)
- 1998 : Khan Al-Harer 2 ((خان الحرير (ج2)
- 2000 : El Bawassil ( البواسل) : Hind
- 2003 : Rabee' Qortoba / The Spring Of Cordoba (ربيع قرطبة)
- 2005 : Akher Ayyam Al Yamamah (آخر أيام اليمامة) : Al Yamamah
- 2012 : Omar ( عُمَرْ) : Hind bint 'Utba

### Court métrage
- 2017 : Mirage (سَرَاب de Moulham Abou Kheir : Rima Mrchilaan[16],[17]

## Théâtre
- date indéterminée : La Jeune Fille et la Mort d'Ariel Dorfman[18]